# اوک هال (ویرجینیا)
اوک هال (به انگلیسی: Oak Hall) یک منطقهٔ مسکونی در ایالات متحده آمریکا است که در شهرستان اکوماک، ویرجینیا واقع شده‌است. اوک هال ۲۵۵ نفر جمعیت دارد.